# Капаклы
Капа́клы (тур. Kapaklı [kaˈpakɫɯ]) — район (ильче) турецкой провинции Текирдаг. В 2012 году выделен из района Черкезкёй, вместе с которым образует крупнейшую промышленную агломерацию Восточной Фракии.

## История
В правление Абдул-Хамида II поселение мигрантов рядом с Черкезкёем в казе Сарай получило название Капаклыпынар (тур. Kapaklıpınar «источник под крышей») по оборудованному на центральной площади селения колодцу. К середине XX века название сократилось до «Капаклы».
До 1970-х годов территория будущего ильче была сельской местностью района Черкезкёй. Значительная часть территории организованной в 1976 году промышленной зоны Черкезкёй (тур. Çerkezköy Organize Sanayı Bölgesi, ÇOSB), расширенной втрое в 2002 году, разместилась на территории Капаклы. Бурный рост промышленности вызвал значительную внутреннюю миграцию в Черкезкёй и окрестности. Законом от 12.11.2012 № 6360 из района Черкезкёй были выделены 6 махалля, 4 деревни и городок Караагач, образовавшие новое ильче Капаклы.

## География
Район расположен на северо-востоке провинции Текирдаг и граничит с севера с Сараем, запада — Эргене, юга — Черкезкёем. На востоке Капаклы граничит с районом Чаталджа провинции Стамбул. Расстояние до Черкезкёя — всего 7 км, Сарая — 15 м, Текирдага — 60 км.

## Население
С момента образования района его население неуклонно растёт за счёт внутренней миграции.
| 2013     | 2014     | 2015     | 2016     | 2017     | 2018     | 2019     |
| -------- | -------- | -------- | -------- | -------- | -------- | -------- |
| 85 898   | ↗92 003  | ↗97 700  | ↗105 243 | ↗112 269 | ↗116 882 | ↗120 489 |
| 2020     | 2021     | 2022     | 2023     |          |          |          |
| ↗124 609 | ↗130 813 | ↗137 514 | ↗142 662 |          |          |          |

Территория Капаклы разделена на 21 махалля.
| Махалля                                | Население, чел. (2023) |
| -------------------------------------- | ---------------------- |
| 19 Мая (тур. 19 Mayıs)                 | 9051                   |
| Аднан Мендерес (тур. Adnan Menderes)   | 6020                   |
| Ататюрк (тур. Atatürk)                 | 19128                  |
| Бахчеагыл (тур. Bahçeağıl)             | 558                    |
| Бахчелиэвлер (тур. Bahçelievler)       | 11653                  |
| Ватан (тур. Vatan)                     | 19193                  |
| Джумхуриет (тур. Cumhuriyet)           | 13192                  |
| Инёню (тур. İnönü)                     | 6596                   |
| Исмет-паша (тур. İsmet Paşa)           | 10003                  |
| Йилдызкент (тур. Yıldızkent)           | 9003                   |
| Караагач (тур. Karaağaç)               | 5696                   |
| Карлы (тур. Karlı)                     | 393                    |
| Казым Карабекир (тур. Kazım Karabekir) | 2263                   |
| Мевлана (тур. Mevlana)                 | 4042                   |
| Мимар Синан (тур. Mimar Sinan)         | 2607                   |
| Омер Халисдемир (тур. Ömer Halisdemir) | 8799                   |
| Пынарджа (тур. Pınarca)                | 2082                   |
| Узунхаджи (тур. Uzunhacı)              | 321                    |
| Фатих (тур. Fatih)                     | 5646                   |
| Юнус Эмре (тур. Yunus Emre)            | 4897                   |
| Яныкагыл (тур. Yanıkağıl)              | 1513                   |

## Власть
Муниципалитет Капаклы возглавляет избираемый мэр (тур. belediye başkanı). С 2019 года этот пост занимает представитель правящей Партии справедливости и развития Мустафа Четин (тур. Mustafa Çetin).
Меджлис (совет, тур. belediye meclisi) Капаклы состоит из мэра и 31 члена. 13 депутатов также представляют Партию справедливости и развития, Республиканская народная партия имеет 12 мест; по 3 места занимают депутаты от ультраправой Партии националистического движения и Новой партии благоденствия.
Каймакамом Капаклы (руководителем районной администрации, подчиняющимся губернатору провинции — вали) с 11 сентября 2023 года назначен Мустафа Гюрдал (тур. Mustafa Gürdal).